# Kasaan
Kasaan est une localité d'Alaska aux États-Unis dans la région de recensement de Prince of Wales - Outer Ketchikan dont la population était de 66 habitants en 2011.

## Situation - climat
Elle est située sur la côte est de l'île du Prince-de-Galles, sur la baie Kasaan, à 48 km au nord-ouest de Ketchikan.
Les températures vont de 0 °C à 6 °C en janvier et de 9 °C à 17 °C en juillet.

## Histoire - activités

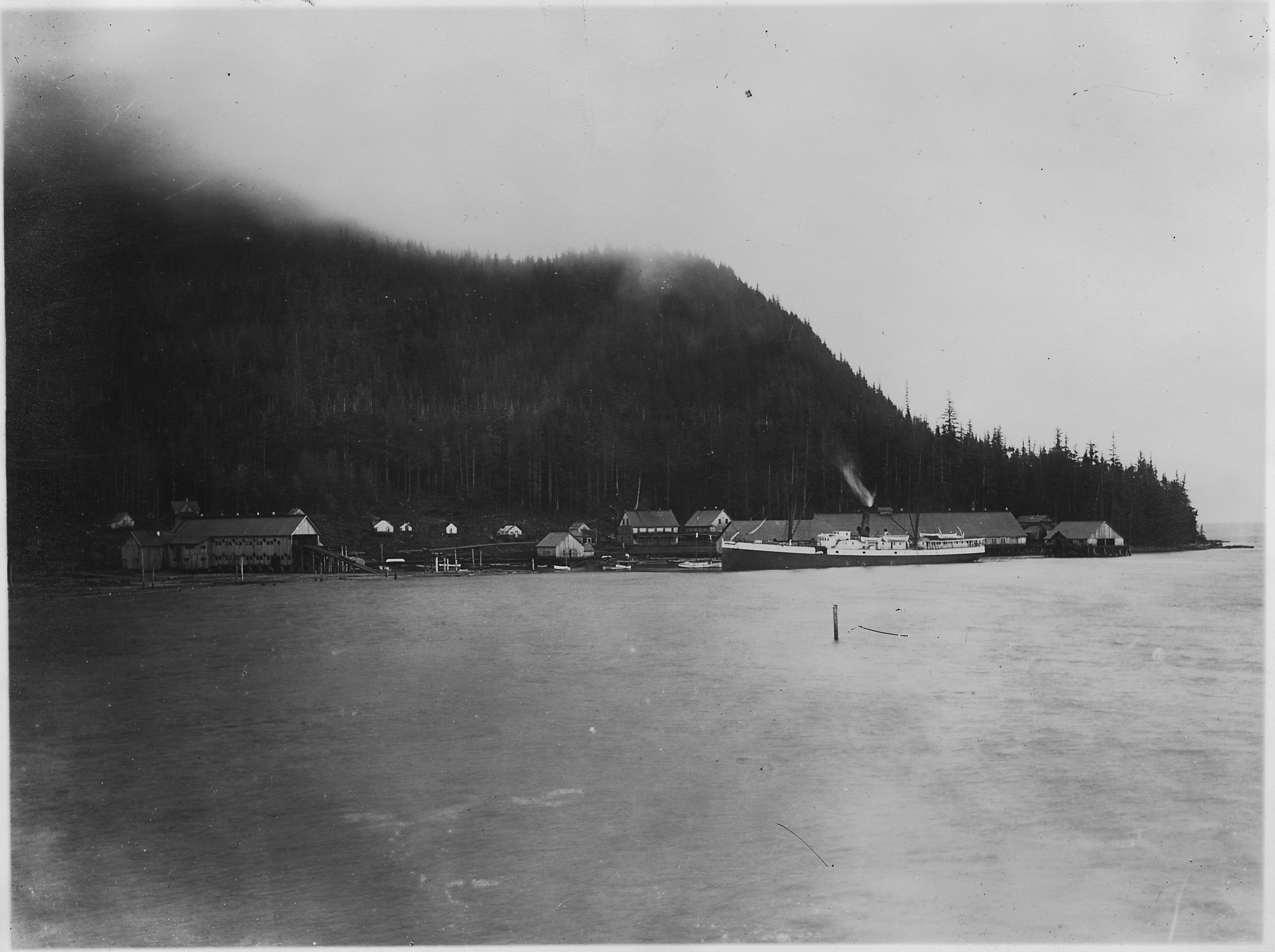
Scierie et conserverie en 1905

À l'origine, il s'agissait d'un territoire Tlingit, dont le nom signifiait jolie ville. Les Haïdas avaient émigré vers le nord en provenance des îles de la reine Charlotte en 1700 et s'établirent dans un village qu'ils nommèrent Old Kasaan. Entre 1892 et 1900, la Copper Queen mine, un camp, une scierie, une poste et un magasin de fournitures générales ont été construits par un groupe d'hommes d'affaires, et les Haïdas vinrent habiter le nouveau village.
La mine fit faillite quatre ans plus tard, mais en 1902, la conserverie de saumon fut construite. Elle brûla en 1907, 1910 et 1911, mais fut reconstruite à chaque fois et continua d'être exploitée jusqu'en 1953. À cette époque Kasaan avait une école, trois commerces, ainsi qu'une église presbytérienne.
Le chef Haida Sonihat construisit en 1930 une maison traditionnelle qui devint le lieu de conservation et de rassemblement des totems lesquels y ont tous été regroupés en 1938.
La communauté a acheté la conserverie en 1974 et a continué à l'exploiter quelque temps.

## Économie locale
Le village pratique une économie de subsistance. Il est accessible par la route, et par avion à partir de Ketchikan. Il y existe aussi un port ainsi qu'une piste qui rejoint les autres routes de l'île du Prince-de-Galles.

## Démographie
| 1910 | 1920 | 1930 | 1940 | 1950 | 1960 |
| ---- | ---- | ---- | ---- | ---- | ---- |
| 129  | 126  | 112  | 85   | 47   | 36   |

| 1970 | 1980 | 1990 | 2000 | 2010 | - |
| ---- | ---- | ---- | ---- | ---- | - |
| 30   | 25   | 54   | 39   | 49   | - |

## Référence
- (en) Cet article est partiellement ou en totalité issu de l’article de Wikipédia en anglais intitulé « Kasaan, Alaska » (voir la liste des auteurs).

1. ↑  « Statistiques des États-Unis - Alaska - Profils des communautés de 2010 » (consulté en novembre 2020)

### Source
- (en) CIS